# NGC 5359
NGC 5359 je otvoreni skup u zviježđu Šestaru.

## Vanjske poveznice
- (engl.) SEDS: NGC 5359
- (engl.) Revidirani Novi opći katalog
- (engl.) Izvangalaktička baza podataka NASA-e i IPAC-a
- (engl.) Astronomska baza podataka SIMBAD
- (engl.) VizieR
- DSS-ova slika NGC 5359  Arhivirana inačica izvorne stranice od 22. veljače 2016. (Wayback Machine)